# Per uomini soli
Per uomini soli è un film del 1938 diretto da Guido Brignone.

## Trama
Una troupe americana deve girare un film in Italia e il regista sta cercando assieme alla protagonista gli ambienti adatti.
L'incontro con un giovane tenore permette al regista di creare una sceneggiatura e incoraggia i due a frequentarsi e magari innamorarsi, cosa sempre utile al probabile futuro film, ma il padre e la fidanzata del tenore lo convincono della fatuità di questo amore.